# Драйшок, Раймунд
Раймунд Драйшок (нем. Raimund Dreyschock; 20 августа 1824, Жаки (чеш. Žáky, нем. Zak) близ Часлава, Чехия — 6 февраля 1869, Лейпциг, Северогерманский союз) — чешский скрипач. Брат пианиста Александра Драйшока, дядя композитора Зденека Фибиха.
Учился в Пражской консерватории у Фридриха Вильгельма Пиксиса. С 1845 года интенсивно гастролировал по Европе, в том числе вместе с братом. В 1850 году обосновался в Лейпциге, почти сразу получив в оркестре Гевандхауса место вице-концертмейстера (за пультом с Фердинандом Давидом). С 1860 года также профессор скрипки в Лейпцигской консерватории; среди его учеников, в частности, Рихард Хофман.
Автор салонных пьес для скрипки и фортепиано.
Был женат на певице Элизабет Нозе (1832—1911); их сын Феликс Драйшок также стал композитором и музыкальным педагогом.